# Red Room
Red Room – japoński horror z 1999 roku. Twórcą filmu jest Daisuke Yamanouchi.
W 2000 roku została wydana druga część.

## Fabuła
Film opowiada o czterech osobach, które mają wziąć udział w karcianej grze. Na zwycięzcę czeka wygrana w postaci 10 milionów jenów. Bohaterowie spotykają się ze sobą w ciemnym pomieszczeniu. Po pewnym czasie przystępują do gry. Z czasem poddają się coraz bardziej wymyślnym torturom. Przeżywa tylko jedna osoba.

## Obsada
- Hiroshi Kitasenju

- Sheena Nagamori (jako Shiina Nagamori)

- Mayumi Ookawa

- Yuuki Tsukamoto